# Eemmeerloop
De Eemmeerloop is een ultramarathon van 50 km die jaarlijks in Bunschoten wordt gehouden rond het Eemmeer en wordt georganiseerd door Quo Vadis Bunschoten.
De editie van 2018 werd vanwege de hitte tijdens de wedstrijd gestaakt. Meerdere personen moesten in het ziekenhuis worden opgenomen, waarvan er een overleed.

## Parcoursrecords
- Mannen: 3:10.02 - Wouter Decolk  België (2017)
- Vrouwen: 3.54.46 - Jolanda de Klerk  Nederland (2007)

## Uitslagen 50KM Solo
| Jaar              | Snelste man         | Land      | Tijd    | Snelste vrouw         | Land      | Tijd     |
| ----------------- | ------------------- | --------- | ------- | --------------------- | --------- | -------- |
| 20 april 2024     | David Helfferich    | Nederland | 3:16:57 | Yvette van der Ploeg  | Nederland | 4:26:48  |
| 13 mei 2023       | Wouter Baas         | Nederland | 3:31:30 | Nicole Blokhuis       | Nederland | 4:45:22  |
| 21 mei 2022       | Thierry Wiligenburg | Nederland | 3:19:49 | Linda Alexandra       | Nederland | 04:41:29 |
| 25 mei 2019       | David Helfferich    | Nederland | 3:14:17 | Corianne van Sluijs   | Nederland | 05:10:21 |
| 26 mei 2018       |                     |           |         |                       |           |          |
| 13 mei 2017       | Wouter Decolck      | België    | 3:10.02 | Christl Foekema       | Nederland | 4:39.12  |
| 21 mei 2016       | Caxri Hawery        | Nederland | 3:32.36 | Maxime Copsy          | Nederland | 4:26.08  |
| 9 mei 2015        | Bart Eigenhuis      | Nederland | 3:31.24 | Wilma Dierx           | Nederland | 4:17.07  |
| 17 mei 2014       | Hans Wolsing        | Nederland | 3:37.40 | Leonie van den Haak   | Nederland | 4:13.48  |
| 25 mei 2013       | Hans Wolsing        | Nederland | 3:35.23 | Paula de Gier-vanBuur | Nederland | 4:14.50  |
| 12 mei 2012       | Erik Kuijer         | Nederland | 3:25.31 | Sabine de Vries       | Nederland | 4:31.39  |
| 21 mei 2011       | Jeroen Romeijn      | Nederland | 3:11.46 | Els Annegarn          | Nederland | 4:39.02  |
| 8 mei 2010        | Jeroen Romeijn      | Nederland | 3:18.51 | Paula de Gier         | Nederland | 4:17.00  |
| 16 mei 2009       | Jan Reichardt       | Nederland | 3:40.53 | Anneke Anrochte       | Nederland | 6:10.12  |
| 17 mei 2008       | Cees Verhagen       | Nederland | 3:31.31 | Marie-Anne Vos        | Nederland | 4:27.47  |
| 12 mei 2007       | Wim Douw            | Nederland | 3.35.15 | Jolanda de Klerk      | Nederland | 3.54.46  |
| 13 mei 2006       | Bart Eigenhuis      | Nederland | 3:44.23 | Yvonne Fromm          | Nederland | 4:37.11  |
| 21 mei 2005       | Edwin van der Loop  | Nederland | 3:34.25 | Irene van Wijk        | Nederland | 4:22.05  |
| 15 mei 2004       | Tom Hendriks        | Nederland | 3:27.14 | Inez Jacquemart       | België    | 3:55.37  |
| 24 mei 2003       | Wim Epskamp         | Nederland | 3:13.43 | Marie-Anne Vos        | Nederland | 4:14.35  |
| 1 juni 2002       | André van de Vliert | Nederland | 3:29.20 | Marie-Anne Vos        | Nederland | 4:24.09  |
| 29 september 2001 | René Karreman       | Nederland | 3:38.15 | Geen vrouw            |           |          |
| 20 mei 2000       | Tom Hendriks        | Nederland | 3:40.10 | Robbin Cherrington    | Nederland | 4:13.31  |
| 29 mei 1999       | Wim Epskamp         | Nederland | 3:33.26 | Ria Buiten            | Nederland | 4:52.03  |
| 16 mei 1998       | Siebe van der Laan  | Nederland | 3:48.44 | Gerda van Veen        | Nederland | 5:07.15  |
| 31 mei 1997       | Frank de Groot      | Nederland | 3:40.28 | Ingrid Sukel          | Nederland | 4:42.46  |
| 1 juni 1996       | Wim Epskamp         | Nederland | 3:16.38 | Gerda van Veen        | Nederland | 5:07.15  |
| 20 mei 1995       | Roel Keizer         | Nederland | 3:22.07 | Gerda van Veen        | Nederland | 4:47.17  |
| 28 mei 1994       | Wim van Leest       | Nederland | 3:39.46 | Gerda van Veen        | Nederland | 4:47.30  |
| 15 mei 1993       | P. Steerman         | Nederland | 3:27.54 | Gerda van Veen        | Nederland | 4:45.05  |
| 23 mei 1992       | Gerard Hol          | Nederland | 3:14.04 | H. Declerc            | Nederland | 5:12.30  |
| 1 juni 1991       | Gerard Hol          | Nederland | 3:29.17 | Geen vrouw            |           |          |
| 19 mei 1990       | Gerard Hol          | Nederland | 3:34.24 | Geen vrouw            |           |          |
| 27 mei 1989       | Daan Mayer          | Nederland | 3:14.25 | Geen vrouw            |           |          |
| 28 mei 1988       | Gerard Hol          | Nederland | 3:24.37 | Geen vrouw            |           |          |
| 23 mei 1987       | Jaap Smallenburg    | Nederland | 3:33.48 | Geen vrouw            |           |          |